# Ghulam Mohammed Shah
Ghulam Mohammed Shah (Srinagar, (20 de julio de 1920 – 6 de enero de 2009) fue un político indio. Estudió en una escuela local y más tarde en la Universidad de Delhi. Dedicado a la política desde muy joven, de la mano del Partido del Congreso Nacional Indio.
Sucedió a Farooq Abdullah en el cargo de Jefe de Ministros de Jammu y Cachemira, en 1984, mantuvo el cargo por dos años. Posteriormente, se quedó en la zona, donde formó la Conferencia Nacional de Jammu y Cachemira, de la cual fue un alto funcionario.
Fue tío de Omar Abdullah, que se convirtió en jefe de ministros del estado justo el día antes de la muerte de Mohammed Shah, quien falleció el 6 de enero de 2009 en el Instituto de Ciencias Médicas de Srinagar.
| Predecesor: Farooq Abdullah | Jefe de Ministros de Jammu y Cachemira 1984-1986 | Sucesor: Farooq Abdullah |

- Datos: Q1413250